# Sarah Hauser (Informatikerin)
Sarah Hauser ist eine Schweizer Informatikerin und Professorin an der Fachhochschule Nordwestschweiz (FHNW).

## Werdegang
Sie studierte an der ETH Zürich Informatik. 2015 schloss sie ihr Executive MBA an der Universität Zürich ab. Ab 2009 leitete Hauser die Profilierung iCompetence des Studiengangs Informatik an der FHNW. Sarah Hauser setzt sich für interdisziplinäres Lehren ein und verbindet an der FHNW Informatik mit Design, Management und Wirtschaft. Mit dem Lehrgang iCompetence konnte Hauser gezielt mehr Studentinnen ansprechen und so die Zahl der Informatik-Studentinnen steigern. Über 30 Prozent der Studierenden in iCompetence sind Frauen – eine schweizweit überdurchschnittliche Quote. 2018 wurde sie vom Magazin Women in Business in die TOP100-Auswahl erkoren. Das Magazin stellt jährlich eine Liste von 100 Frauen in der Schweiz zusammen, die an der Spitze von Wirtschaft, Politik, Wissenschaft, Kultur und Digitaler Welt stehen.
Seit 2021 ist Sarah Hauser Vizedirektorin, Leiterin Ausbildung, Hochschule Luzern Informatik.

## Werk
- Zikas, S. Hauser, U. Maurer, Realistic Failures in Secure Multi-party Computation, In: Proceedings of the 6th Theory of Cryptography Conference on Theory of Cryptography (2009)
- Hauser, iCompetence: A Novel Computer Science Curriculum, COINs 2011, Collaborative Innovations Networks Conference (2011)
- Erwähnt in „Touch of Class: Learning to Program Well with Objects and Contracts“ von Prof. Bertrand Meyer, Springer Verlag (2009)